# Rocambole (film, 1948)
Pour les articles homonymes, voir Rocambole.
Pour plus de détails, voir Fiche technique et Distribution.
Rocambole ou Les exploits de Rocambole est un film franco-italien réalisé par Jacques de Baroncelli, sorti en 1948.
La même équipe réalisateur et comédiens ont produit une suite intitulée La Revanche de Baccarat.

## Fiche technique
- Réalisation : Jacques de Baroncelli
- Scénario : d'après l'œuvre de Pierre Alexis de Ponson du Terrail
- Dialogues : André-Paul Antoine, Léon Roth
- Décors : René Moulaert
- Photographie : Léonce-Henri Burel, Giuseppe Caracciolo
- Montage : Claude Ibéria
- Son : Joseph de Bretagne
- Costumes : Marcel Escoffier
- Musique : Renzo Rossellini
- Producteur : André Paulvé
- Sociétés de production : Films André Paulvé, Scalera Film
- Pays d'origine :  France |  Italie
- Langue : français
- Tournage : du 16 décembre 1946 au 3 mai 1947 aux studios Scalera à Venise
- Format :  Noir et blanc - 1,37:1 - 35 mm - Son mono
- Genre : Film dramatique, Film d'aventure
- Durée : 105 minutes
- Dates de sortie :
  - Italie : 18 février 1948
  - France : 4 avril 1948
- Numéro de visa : 4125

## Distribution
- Pierre Brasseur : Joseph Flippart dit Rocambole
- Sophie Desmarets : La comtesse Artoff dite Baccarat
- Lucien Nat : Andrea
- Robert Arnoux : Venture
- Loredana : Carmen de Montevecchio
- Roland Armontel
- Marcel Delaître : Le docteur Blanche
- Carla Candiani : Fanny
- Vittorio Sanipoli : Arnaud, comte de Chamery
- Ernesto Sabbatini : Le marquis de Montevecchio
- Massimo Serato
- Attilio Dottesio
- Luisa Rossi
- Ginette Roy : Cerise
- Marcello Giorda
- Gualtiero Isnenghi
- Silvia Manto
- Nino Marchesini
- Evelina Paoli
- Mario Sailer : Le secrétaire
- Cristina Veronesi